# Angelika Noack
Angelika Noack (ur. 20 października 1952 w Angermünde) – niemiecka wioślarka reprezentująca NRD, dwukrotna medalistka olimpijska i wielokrotna medalistka mistrzostw świata.

## Kariera
Wystąpiła na igrzyskach olimpijskich w Montrealu w 1976, gdzie wraz z Sabine Dähne zdobyła srebrny medal w dwójkach bez sternika. W finale o 0,42 sekundy przegrały z osadą Bułgarii, a o 0,71 sekundy wyprzedziły osadę RFN. Był to debiut tej konkurencji w programie olimpijskim. Na rozgrywanych cztery lata później igrzyskach olimpijskich w Moskwie startowała w czwórkach ze sternikiem. Osada NRD w składzie: Ramona Kapheim, Silvia Fröhlich, Angelika Noack, Romy Saalfeld i Kirsten Wenzel wywalczyła złoty medal, wyprzedzając o 1,48 sekundy Bułgarki i o 1,65 sekundy osadę ZSRR.
W czwórkach ze sternikiem zdobyła następnie złoto na mistrzostwach świata w Lucernie (1974) i mistrzostwach świata w Hamilton (1978) oraz srebro na mistrzostwach świata w Bledzie (1979). Ponadto zwyciężała w dwójkach bez sternika na mistrzostwach świata w Nottingham (1975) i mistrzostwach świata w Amsterdamie (1977), a na mistrzostwach świata w Lucernie (1982) była trzecia w ósemkach.
Zdobyła również srebro w czwórkach ze sternikiem na mistrzostwach Europy w Brandenburgu (1972) i mistrzostwach Europy w Moskwie (1973) oraz brąz na mistrzostwach Europy w Kopenhadze (1971).
Po zakończeniu kariery ukończyła studia, uzyskując dyplom z wychowania fizycznego. Następnie była trenerem w Niemieckim Związku Wioślarskim. 
W 1980 odznaczona srebrnym Orderem Zasługi dla Ojczyzny. 